# پیتر شایر
پیتر شایر (به انگلیسی: Peter Shire)؛ (زادهٔ ۱۹۴۷ میلادی) یک هنرمند اهل لس آنجلس است. شایر در منطقهٔ اکو پارک لس آنجلس متولد شد، جایی که در حال حاضر در آنجا زندگی و کار می‌کند. مجسمه‌ها، مبلمان و سرامیک‌های او در ایالات متحدهٔ آمریکا، ایتالیا، فرانسه، ژاپن و لهستان به نمایش گذاشته شده‌است. شایر با طراحان گروه ممفیس ارتباط داشته‌است، در تیم طراحی المپیاد ۲۳ با مؤسسهٔ معماران آمریکا کار کرده‌است، و مجسمه‌های عمومی را در لس آنجلس و سایر شهرهای کالیفرنیا طراحی کرده‌است. شایر به دلیل مشارکت در زندگی فرهنگی شهر لس آنجلس با جوایزی تجلیل شده‌است.
در سال ۲۰۱۹ میلادی، آثار شایر در موزه هنرهای معاصر در توسان، آریزونا به نمایش گذاشته شد.